# O testamento do Sr. Napumoceno da Silva Araújo
O testamento do Sr. Napumoceno da Silva Araújo é um romance de estreia do escritor cabo-verdiano Germano Almeida, escrito em 1989. É considerado um romance representativo para a inauguração de um novo momento do sistema literário cabo-verdiano.  O humor é um aspeto constante nesta obra. O romance mistura o humor com realismo cruel, às vezes patético, em um estilo de escrita moderno que favorece que utiliza um discurso indirecto livre.

## Personagens
- Napumoceno da Silva Araújo - protagonista de vida dupla e conduta duvidosa, tenta manter uma boa imagem. É um cabo-verdiano pobre de S. Nicolau se irá tornar num importante e rico comerciante do Mindelo. Possui uma empresa de importações-exportações chamada Araújo Lda. Foi vereador do município de São Vicente.
- Carlos - sobrinho de Napumoceno originário de S. Nicolau. Apesar de ser o único herdeiro legítimo, é deserdado por Napumoceno devido a uma situação inesperada.
- Maria da Graça - filha de Napumoceno com a empregada de limpeza Maria Chica. É herdeira de Napumoceno, tendo sido criada sem o saber.
- Maria Chica - empregada de limpeza de Napumoceno que fica grávida deste. Com a gravidez retira-se do trabalho e vai viver para Lombo de Tanque com uma pensão atribuída pela empresa Araújo Lda.
- Américo Ferreira - amigo da família de Napumoceno, atua como testamenteiro.
- Adélia - paixão de Napumoceno, com paradeiro incerto após a morte deste. Napumoceno deixou-lhe em testamento o livro Só de António Nobre.
- Eduarda - última empregada doméstica de Napumoceno, é a última pessoa a vê-lo com vida.

## Publicações
- Ilhéu Editora, São Vicente, 1989 ISBN 972-21-0575-2
- Tradução francesa: Édouard Bailby, Sépia Publishers, Saint-Maur, 1995
- Tradução basca: Txalaparta, 2002, título: Napumoceno da Silva Araujo jaunaren testamentua[2]
- Tradução inglesa: New Directions, 2004, título: The Last Will and Testament of Senhor da Silva Araújo.

## Filme
Em 1997 o livro for adaptado para o cinema com o lançamento do filme O testamento do Sr. Napumoceno (Napumoceno's Will na versão inglês) realizado por Francisco Manso, estrelado pela atriz Ana Firmino e baseado nesta obra.